# Q2 Stadium
El Q2 Stadium és un estadi de futbol a la secció North Burnet de la ciutat d'Austin, Texas. És la seu de l'Austin FC, club de la Major League Soccer (MLS). L'estadi va ser la seu del seu primer partit internacional el 16 de juny de 2021, quan l'equip nacional femení dels Estats Units es va enfrontar a la selecció femenina de Nigèria en un amistós internacional.

## Història
El primer desenvolupament conegut de l'extensió de terra va ser el 1956, quan es va construir una planta de fabricació de productes químics de 23,5 acres. La planta de fabricació va produir diversos productes químics per a Reichhold Chemicals, generalment peròxids, durant la major part dels seus 29 anys com a planta química. La instal·lació es va tancar després d'una sèrie d'incidents de seguretat en el lloc al desembre de 1985, la qual cosa va fer econòmicament inviable la seva operació.
El terreny va ser annexat als límits de la ciutat d'Austin el 19 de juliol de 1973.
L'empresa matriu de Reichhold, DIC Corporation, va vendre el terreny a la ciutat d'Austin el 1995 per $ 1.4 milions, i la ciutat planeja usar-lo com l'Austin Water North Service Center. No obstant això, durant la construcció de la instal·lació el 2003, va ocórrer una explosió, i els treballadors van trobar deixalles químiques emmagatzemades il·legalment en el lloc. Es va emprendre la remediació, despullant el lloc fins a convertir-lo en llit de roca. La ciutat va demandar a DIC i va rebre $ 3.6 milions.
Quan Precourt Sports Ventures, operador del Columbus Crew SC, va anunciar que tenien la intenció de traslladar a l'equip a Austin, el personal de la ciutat va identificar vuit llocs potencials per a un estadi permanent. 10414 McKalla Place va ser identificat com un d'aquests vuit llocs, i després d'un debat públic, es va convertir en el principal candidat després de la reunió del Consell Municipal d'Austin el 22 de març de 2018. Després de diverses sessions, el Consell Municipal d'Austin va atorgar l'Administrador de la ciutat l'autoritat per a negociar i executar un contracte d'arrendament amb el vot de 7-4 durant una sessió especial el 15 d'agost de 2018. La ciutat va anunciar que el contracte d'arrendament s'havia completat i signat el 19 de desembre de 2018.
L'arrendament del lloc per 20 anys inclou un lloguer anual de $ 550,000 a partir del sisè any, amb $ 3.6 milions addicionals que es lliuraran a Capital Metro per al trànsit. L'estadi seria totalment finançat i construït amb diners privats, encara que la propietat de l'estadi estaria en mans de la pròpia ciutat. El club té la capacitat d'estendre el contracte d'arrendament fins a tres vegades, i cada extensió és de deu anys.

## Construcció
L'estadi d'aproximadament 20.500 seients va costar $ 240 milions de dòlars, amb l'operador de l'equip Precourt Sports Ventures finançant la construcció de manera privada. Altres elements per al lloc de 24 acres i els seus voltants inclouen espais verds, habitatges potencials i venda al detall d'ús mixt.
Al març de 2019, Precourt Sports va nomenar a Austin Commercial com a gerent de construcció i a Gensler com a arquitecte principal de l'estadi, i va anunciar que la inauguració es durà a terme al setembre de 2019.
La re-zonificació del lloc als requisits de l'estadi va ser aprovada per unanimitat per l'Ajuntament d'Austin el 6 de juny de 2019.
El 19 d'agost de 2019, la ciutat d'Austin, Texas, va aprovar un pla de lloc per a l'estadi de l'Austin FC en el nord d'Austin .
Al gener de 2021, l'Austin FC va signar una associació de drets de nom Q2 Hòldings, un proveïdor de banca en línia local, la qual cosa va donar com a resultat que l'estadi es nomenés formalment Q2 Stadium el 25 de gener de 2021.

## Transport públic
L'estadi es troba al costat de les vies del tren de rodalia de la Línia Vermella de Capital Metro, i l'estació existent més pròxima de la Línia Vermella és l'Estació Kramer, que està a aproximadament 0.5 milles (0.8 km) a peu de la ubicació de l'estadi de futbol. Com a part del pla de trànsit Project Connect de Capital Metro, es construirà una nova estació anomenada McKalla Place directament adjacent a l'estadi de futbol, aproximadament a 0.5 milles (0.8 km) al sud de l'estació Kramer existent. Això permetria a les persones caminar directament des de l'estació de la Línia Vermella fins a l'estadi de futbol sense haver de travessar cap carrer, i proporcionaria una caminada molt més curta fins a l'estadi. L'estació Kramer existent es traslladaria al campus de Broadmoor, que es troba a aproximadament 0,9 km (0,6 milles) al nord de l'estació Kramer existent. L'estació de Broadmoor es nomenaria Broadmoor Station i l'existent Kramer Station seria eliminada.
Les connexions d'autobús a l'estadi inclouen la ruta 803 de MetroRapid i les rutes 3, 383, 392 i 466 de MetroBus.

## Esdeveniments

### Futbol
L'estadi va ser la seu del seu primer partit internacional el 16 de juny de 2021, quan la Selecció femenina de futbol dels Estats Units va jugar contra la Selecció femenina de futbol de Nigèria en un amistós internacional.
| Data               | Equip guanyador | Resultat | Equip perdedor | Torneig                      | Públic |
| ------------------ | --------------- | -------- | -------------- | ---------------------------- | ------ |
| 16 de juny de 2021 | Estats Units    | 2:0      | Nigèria        | Amistós Internacional Femení | 20,500 |